# 장로 (후한)
장로(張魯, ? ~ 216년)는 중국 후한 말의 군웅, 종교 지도자로 자는 공기(公祺)이며 예주 패국 풍현(豊縣) 사람이다. 오두미도(五斗米道)의 제3대 장천사(張天師)로, 한중 지역에서 세를 떨쳤다.

## 생애

### 유언 수하
중국 후한(後漢) 말에 장로의 조부인 장릉(張陵)이 서천 지방에서 오두미도교를 창시했다. 장릉이 죽은 후 장릉의 아들 장형(張衡)이, 장형이 죽은 후 장릉의 손자 장로가 오두미도를 이끌었다. 유언(劉焉)에게서 독의사마로 임명되고, 별부사마 장수(張脩)와 함께 한중태수 소고(蘇固)를 쳤다. 후에 장수를 죽이고 그 무리를 거두었다. 유언의 명으로 한중에서 장안으로 가는 길을 끊고 한 조정의 사자를 살해했다.

### 독립, 한중 지배
유언이 죽고 유장(劉璋)이 뒤를 잇자 저를 따르지 않았다. 유장은 장로의 어머니와 식구들을 모조리 죽였고, 방희 등을 파견해 장로를 공격했지만, 장로는 항상 이겼다. 장로는 한중에서 독립하여 한중의 이름을 한녕으로 바꾸었다. 스스로 사군(師君)이라 칭하고 초학(初學)의 제자를 귀졸(鬼卒), 신자를 간령(姦令)·좨주(祭酒) 등으로 불러 한중과 파에서 제정(祭政) 일치의 종교 왕국을 세웠다. 좨주는 백성을 가르치고, 병자로 하여금 자기 과실을 털어놓게 하였으며, 의사(義舍)를 설치하여 쌀과 고기를 공짜로 의사 안에 두어 지나가는 사람들이 배불리 먹게 했다. 범법자는 세 번 용서한 후에 처벌했다. 이렇게 하여, 관리를 두지 않고 좨주들로써 잘 통치했다. 조정에서는 장로를 정토할 수 없어, 진민중랑장·영 한녕태수로 봉하여 단지 공물만을 받았다. 백성이 땅에서 옥으로 된 인장을 얻어, 사람들이 장로를 한녕왕으로 추대하려 했다. 장로는 염포(閻圃)의 반대 의견을 따라 이를 거부했다.

### 조조의 공격, 투항
건안 16년(211년), 조조(曹操)는 종요(鍾繇)를 보내 장로를 토벌하고자 했다. 한수(韓遂), 마초(馬超) 등 서량의 군벌들은 자신들을 토벌하려는 것으로 여기고 조조에게 반기를 들어 동관까지 나아가서 조조와 싸웠으나 패퇴했다. 이때 관서 사람 수만 가가 장로에게로 달아났다. 정은(程銀), 후선(候選), 이감(李堪)은 마초와 함께 조조와 싸웠다가 져 이감은 죽고, 정은과 후선은 장로가 있는 한중으로 도주했다. 마초는 양주에서 다시 일어섰으나 결국 쫓겨나고 장로에게 의탁했다. 장로는 마초를 도강좨주로 임명하였다. 또 딸을 시집보내려 했으나 반대하는 말이 있어 무산되었다. 장로는 마초의 청을 받아들여 병사를 주어 양주를 회복하게 했으나, 이득이 없었다. 마초는 장로가 함께 일을 꾸미기에는 부족하였으므로 근심하다가, 장로를 떠나 유비(劉備)에게 귀순한다.
건안 20년(215년), 조조는 한중(漢中)을 공격하였다. 장로는 항복하고자 했으나, 그의 아우인 장위(張衛)가 따르지 않아 장위와 장수 양앙(楊昻)이 수만 명을 거느리고 양평관에서 저항했다. 양평관이 함락되자 투항하려 하였으나, 염포의 의견에 따라 파중으로 후퇴하여 항거하였다. 떠날 때 측근에서 창고와 재화를 불태우고 떠나기를 원했는데, 장로가 “보화와 창고는 국가의 소유다.”라고 하고 그저 봉해 놓고 떠났다. 조조는 한중을 점령한 후, 한녕군이란 이름을 옛날의 한중군으로 되돌렸다. 11월, 장로는 드디어 조조에게 항복했다. 장로의 본의는 저항하는 것은 아니었으며, 또 창고를 태우지 않은 것을 들은 조조는 장로를 매우 칭찬하였다. 이에 장로는 마초가 버리고 간 처자식 중에 마초의 아내를 염포에게 시녀로 내주었고 마초의 아들 마추를 참수해서 조조에게 바쳤다. 염포는 마초의 아내를 자신의 첩으로 삼았다. 조조는 사람을 보내 장로를 위로하고 진남장군(鎭南將軍)에 임명하고 빈객의 예로 대우했으며, 낭중후(閬中侯)로 삼아 식읍 만 호를 주었다. 또 다섯 아들과 염포를 열후에 봉하고, 딸은 조우(曹宇)의 아내로 삼았다.

### 죽음
죽은 후 시호를 내려 원후(原侯)라 했으며, 아들 장부(張富)가 뒤를 이었다.
장로가 숨을 거둔 해는 건안 21년(216년)으로, 시신은 업(鄴)의 동쪽에 매장되었다. 감로(甘露) 4년(259년)에 물난리로 관이 열렸는데, 시신이 썩지 않아 마치 살아있는 사람과 같았다.

## 《삼국지연의》의 장로
오두미도의 지도자로 한중에 웅거하는 것은 사서와 유사하나, 유장을 치고 익주를 탈취하여 한녕왕으로 등극할 야심을 품고 있다. 유장이 유비의 공격을 받고 장로에게 구원 요청을 하자, 유비가 익주에 들어앉는 것을 두려워하여 마초를 파견해 유장을 구원하게 했다. 그러나 유비의 뇌물을 먹은 양송(楊松)이 장로의 야심을 이용해 장로와 마초 사이를 이간질하여, 마초는 장로가 감군으로 파견한 양백(楊白)을 죽이고 유비에게 귀순한다. 조조가 쳐들어오자, 장위, 양앙, 양임(楊任)을 양평관에 파견하여 저지하려고 하나 실패하여 투항하려 한다. 마초를 따라가지 못해 한중에 남아 있던 방덕(龐德)이 청하여 다시 조조 군과 싸우나, 이번에는 조조의 뇌물을 먹은 양송의 이간질로 인해 방덕을 의심하게 되어 방덕이 조조에게 투항하게 만든다. 저항할 힘을 잃은 장로는 조조에게 귀순하여 진남장군으로 임명되었다.

## 장로를 섬긴 사람들
※양송과창기는 《삼국지연의》에 등장하는 가공의 인물이다.
| - 강합 - 마초 맹기(孟起) - 방덕 영명(令明) - 양백 - 양송 - 양앙 - 양임 - 염포 | - 이감 - 이복 - 이서 - 이휴 자랑(子朗) - 정은 - 창기 - 후선 |

## 장로의 친족관계
- 장릉(張陵)　(조부)
  - 장형(張衡)　(장릉의 아들이라고 기록되어있으나, 장로의 아버지라는 언급은 없다.)
  - 장한(張漢) (숙부)
    - 장로
      - 장부(張富)　(아들)
      - 장성(張盛)　원종(元宗)　(아들)
      - 장씨(張氏) (딸, 조우의 부인)

    - 장위(張衛)　(동생)

## 같이 보기
- 장도릉
- 장천사